# Bolong
Bolong là một chi khủng long, được Wu W. H. Godefroit & Hu D. mô tả khoa học năm 2010.